# دواریان
دواریان (به انگلیسی: Dowarian) یک روستا در پاکستان است که در Neelum District واقع شده‌است.